# Kungliga Krigsvetenskapsakademien
Kungliga krigsvetenskapsakademien (KKrVA) är en oberoende institution, vars syfte är att främja vetenskap av betydelse för Sveriges försvar och säkerhet. Akademiens motto är "Fäderneslandets försvar – Mod och kunskaper".

## Bakgrund
Akademien bildades 12 november 1796 under namnet Svenska krigsmannasällskapet. Initiativtagare var dåvarande kaptenen Gustaf Wilhelm af Tibell, som 1792–1795 hade varit lärare vid Krigsakademien på Karlbergs slott, och som bildade Krigsmannasällskapet tillsammans med några andra officerare och lärare vid Krigsakademien. Hela 45 personer räknas dock som sällskapets stiftare, och vid den första sammankomsten 12 november 1796 invaldes ytterligare 19 ledamöter. Akademiens högtidsdag firas 12 november, årsdagen av Svenska Krigsmannasällskapets första sammankomst.
Den 2 maj 1805 fick akademien sitt nuvarande namn, då den fick kungligt beskydd i och med att Gustav IV Adolf "täcktes ... benåda Sällskapet med namn af Dess Krigs Vettenskaps Akademie". Akademien började redan 1797 utge sina Handlingar (tal, årsberättelser med mera från Akademiens egen verksamhet), 1833 kompletterat med en tidskriftsdel för övriga artiklar. Därigenom uppkom samlingsnamnet Kungl. krigsvetenskapsakademiens handlingar och tidskrift (KKrVAHT).
Kung Carl XVI Gustaf är i kraft av sin ställning som monark akademiens högsta beskyddare och kronprinsessan Victoria är sedan 2018 första hedersledamot. Björn von Sydow är sedan 2022 akademiens styresman och brigadgeneral Mats Ström är sedan 2024 ständig sekreterare. Akademien har omkring 400 valda ledamöter som tillsammans representerar olika delar av det svenska totalförsvaret. Akademien har till funktion att samla landets försvars- och säkerhetspolitiska kunskap till totalförsvarets gagn, vilket bland annat innebär att ledamöterna regelbundet behandlar remisser från Försvarsdepartementet, men bedriver även egna studier kring relevanta frågor. 
Akademien är organiserad i sex avdelningar:
1. Lantkrigsvetenskap
2. Sjökrigsvetenskap
3. Luftkrigsvetenskap
4. Militärteknisk vetenskap
5. Annan vetenskap av betydelse för rikets säkerhet och försvar
6. Säkerhetspolitisk vetenskap

Ledamöter inväljs i en avdelning. Därtill finns utskott för frågor som berör akademiens inre verksamhet.

## Stiftare
De 45 stiftarna från år 1796 och deras ledamotsnummer var:
| - 1. Gustaf Adolf von Siegroth - 2. Carl Gideon Sinclair - 3. Per Ulrik Lilliehorn - 4. Bror Cederström - 5. Peter Bernhard Piper - 6. Nils Cronstedt - 7. Wilhelm Bennet - 8. Georg Gedda - 9. Eberhard Ernst Gotthard von Vegesack - 10. Anders Fredrik Skjöldebrand - 11. Johan August Ehrensvärd - 12. Christoffer Freijtag - 13. Johan Carl Duncker - 14. Carl Pontus Gahn af Colquhoun - 15. Carl Gottfried Helvig | - 16. Charles de Suremain - 17. Gustaf Vilhelm af Tibell - 18. Lars Fredrik Asperoth - 19. Mårten Sturtzenbecher - 20. Erik Ulrik Nordforss - 21. Otto Carl von Fieandt - 22. Hans Chierlin - 23. Carl von Cardell - 24. Carl Fredric Aschling - 25. Carl Fredric Branderhjelm - 26. Adolf af Klercker - 27. Paul Schröderstierna - 28. Erland Hederstierna - 29. Wilhelm Tornérhjelm - 30. Gustaf Adolf Boltenstern | - 31. Adolph Lewin - 32. Johan Casten Böckman - 33. Thomas Byström - 34. Johan Fredric Meyfing - 35. Johan Peter Törner - 36. Johan Törngren - 37. Adolf Sjöberg - 38. Nathanael Gerhard af Schultén - 39. Nils Beckmarck - 40. Olof Forssell - 41. Henric Engmarck - 42. Johan Henrik Brantenberg - 43. Jan Brygger - 44. Carl Peter Hagström - 45. Daniel Melanderhielm |